# Joy Page
Joy Cerrette Paige, nome de batismo de Joy Page (Los Angeles, 9 de novembro de 1924 – Los Angeles, 18 de abril de 2008), foi uma atriz norte-americana.
Filha do ator Don Alvarado (nome de batismo José Paige), tinha o interesse de se tornar atriz, mas não foi incentivada pelo padrasto Jack Warner (fundador da Warner Bros). Por conta própria, conseguiu um papel no filme Casablanca, em 1942, produzido pela própria Warner Bros. Em 1945, casou-se com William T. Orr, produtor e executivo da Warner. Sua carreira concentrou-se nas décadas de 1940 e 1950, aposentando-se em 1959.
Além de Casablanca, também trabalhou em Kismet (1944), Bullfighter and the Lady (1951), Tonka (1958), entre outras produções do cinema e da televisão. 
Seu último trabalho foi na edição de 1959 da Walt Disney anthology television series, denominado The Swamp Fox.